# Náusea e vômito pós-operatório

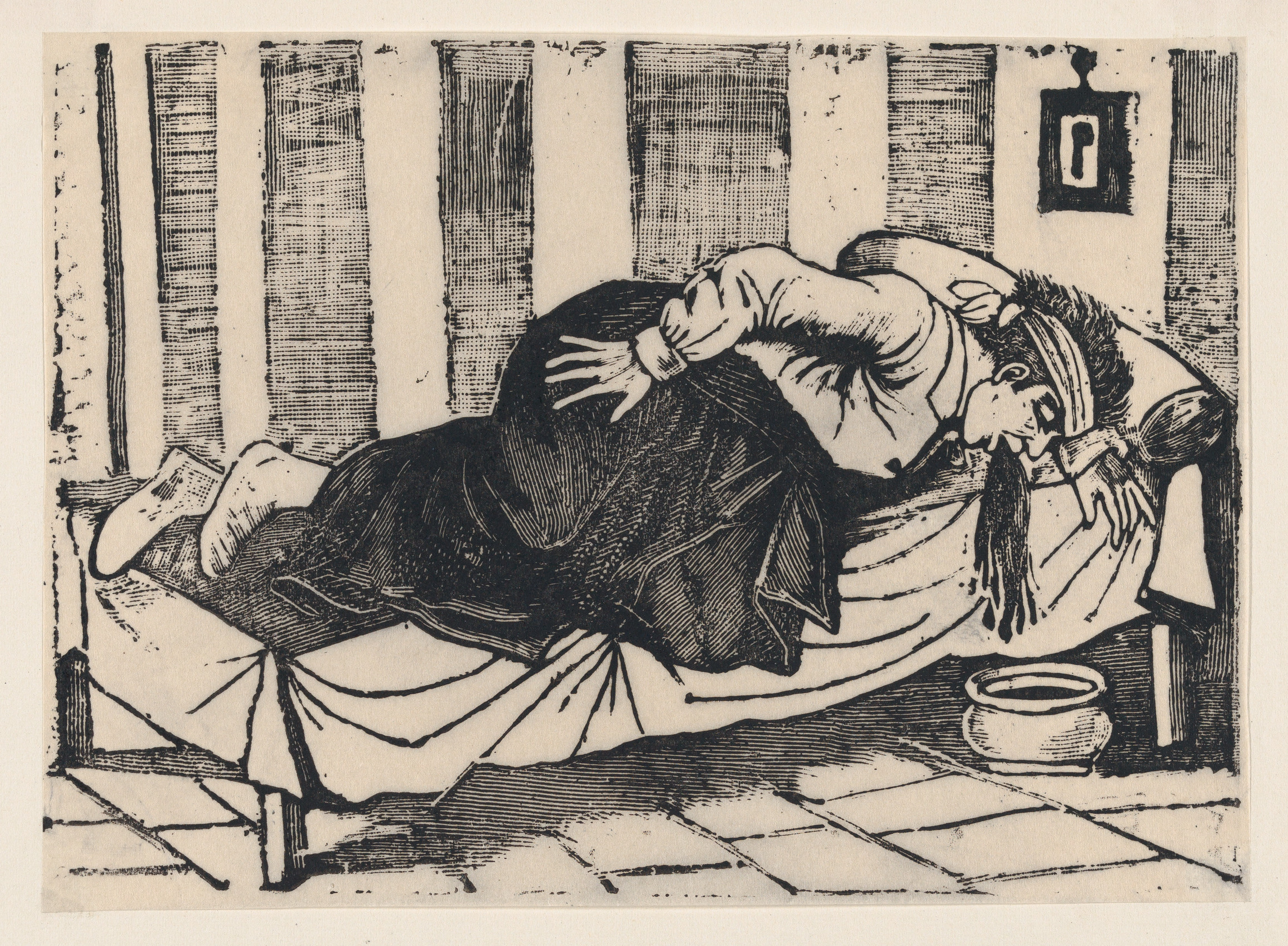
Homem acamado a vomitar após uma intervenção médica.

Náusea e vômito (português brasileiro) ou vómito (português europeu) pós-operatório (abreviado NVPO, na literatura em inglês PONV, postoperative nausea and vomiting) é uma complicação desagradável que geralmente configuram o período pós-operatório de pacientes neurocirúrgicos, é conhecido que apresentam caráter multifatorial, incluindo sexo e idade do paciente, sua obesidade, reações a dor e medo. O quadro de NVPO pode levar o paciente à desidratação, à alcalose metabólica, hipocalemia e aspiração pulmonar. Historicamente afetava aproximadamente um terço dos 10% da população que está passando por anestesia geral a cada ano, mas atualmente, com a profilaxia através de antieméticos potentes, apresenta incidência que diminuiu para 20% a 30%.